# Colocleora ansorgei
Colocleora ansorgei är en fjärilsart som beskrevs av W. Warren 1901. Colocleora ansorgei ingår i släktet Colocleora och familjen mätare. Inga underarter finns listade i Catalogue of Life.